# Anna Jansson

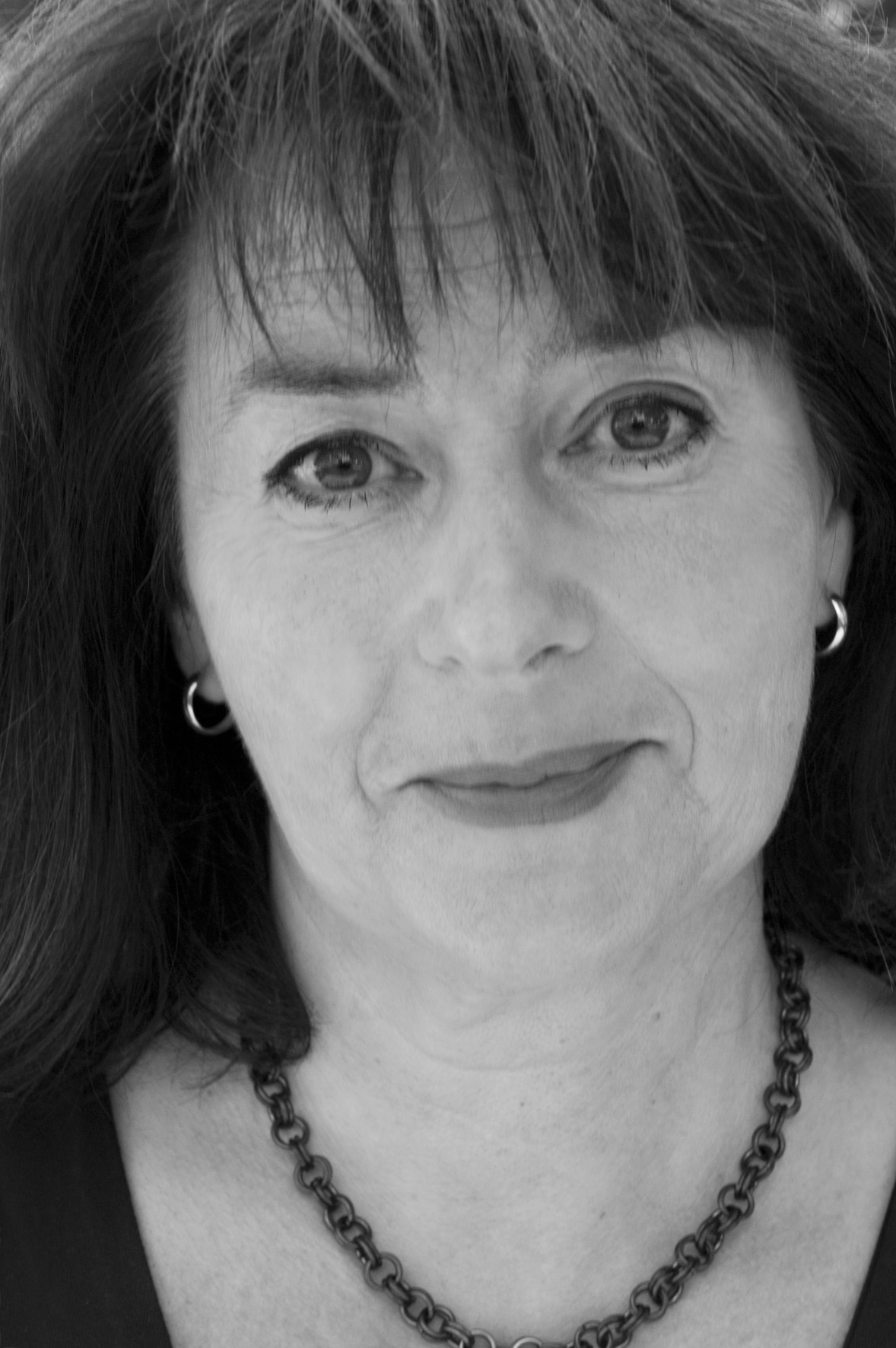
Anna Jansson

Anna Jansson (* 13. Februar 1958 in Visby auf Gotland) ist eine schwedische Krimi-Autorin.

## Leben
Anna Jansson ist eine gelernte Krankenschwester und arbeitet noch halbtags in ihrem Beruf. Sie begann 1997, Bücher zu schreiben.
Und die Götter schweigen war ihr erster Roman mit der Serienheldin Maria Wern. Zu dem Titel des Romans, einer Gedichtzeile von Nils Ferlin, hat sie ein Lied komponiert. Die Maria Wern-Romane wurden in Schweden verfilmt und auch in Deutschland unter dem Filmseriennamen Maria Wern, Kripo Gotland ausgestrahlt. Des Weiteren schrieb Anna Jansson Bücher über gesundheitsmedizinische Ethik sowie mehrere Kinderbücher, die bisher nicht auf Deutsch erschienen sind. Viele ihrer Bücher wurden in mehreren Sprachen veröffentlicht. Im Jahr 2019 veröffentlichte sie mit Dotter saknad (Tochter vermisst, deutsche Ausgabe: Leichenschilf) den ersten Roman der Kommissar-Bark-Reihe.
Anna Jansson lebt mit ihrem Mann und ihren drei Kindern in Örebro.

## Maria Wern-Romane
| Band | Erscheinungsjahr | Erscheinungsjahr | Originaltitel              | Deutscher Titel               | ISBN                    |
| Band | Schweden         | Deutschland      | Originaltitel              | Deutscher Titel               | ISBN                    |
| ---- | ---------------- | ---------------- | -------------------------- | ----------------------------- | ----------------------- |
| 1    | 2000             | 2002             | Stum sitter guden          | Und die Götter schweigen      | ISBN 3-8052-0710-7      |
| 2    | 2001             | 2004             | Alla de stillsamma döda    | Totenwache                    | ISBN 3-499-23401-7      |
| 3    | 2002             | –                | Må döden sova              |                               | (noch nicht erschienen) |
| 4    | 2003             | 2006             | Silverkronan (Silberkrone) | Tod im Jungfernturm           | ISBN 978-3-492-24662-0  |
| 5    | 2003             | –                | Drömmar ur snö             |                               | (noch nicht erschienen) |
| 6    | 2005             | 2008             | Svart fjäril               | Schwarze Schmetterlinge       | ISBN 978-3-492-25214-0  |
| 7    | 2006             | 2007             | Främmande fågel            | Das Geheimnis der toten Vögel | ISBN 978-3-492-24925-6  |
| 8    | 2007             | –                | Pojke försvunnen           |                               | (noch nicht erschienen) |
| 9    | 2008             | –                | Inte ens det förflutna     |                               | (noch nicht erschienen) |
| 10   | 2009             | –                | Först när givaren är död   |                               | (noch nicht erschienen) |
| 11   | 2010             | –                | Drömmen förde dej vilse    |                               | (noch nicht erschienen) |
| 12   | 2011             | –                | Alkemins eviga eld         |                               | (noch nicht erschienen) |
| 13   | 2012             | –                | När Skönheten kom till Bro |                               | (noch nicht erschienen) |
| 14   | 2013             | –                | Dans på glödande kol       |                               | (noch nicht erschienen) |
| 15   | 2014             | –                | Skymningens barfotabarn    |                               | (noch nicht erschienen) |
| 16   | 2015             | -                | Alla kan se dig            |                               | (noch nicht erschienen) |
| 17   | 2016             | -                | Rädslans fångar            |                               | (noch nicht erschienen) |
| 18   | 2017             | -                | Det du inte vet            |                               | (noch nicht erschienen) |
| 19   | 2018             | -                | Kvinnan på bänken          |                               | (noch nicht erschienen) |
| 20   | 2018             | -                | Döden är alltid sann       |                               | (noch nicht erschienen) |
| 21   | 2019             | -                | Mitt hjärta är ditt        |                               | (noch nicht erschienen) |
| 22   | 2020             | -                | Dödslistan                 |                               | (noch nicht erschienen) |
| 23   | 2021             | -                | Galgbergets väktare        |                               | (noch nicht erschienen) |
| 24   | 2022             | -                | Onda drömmar               |                               | (noch nicht erschienen) |

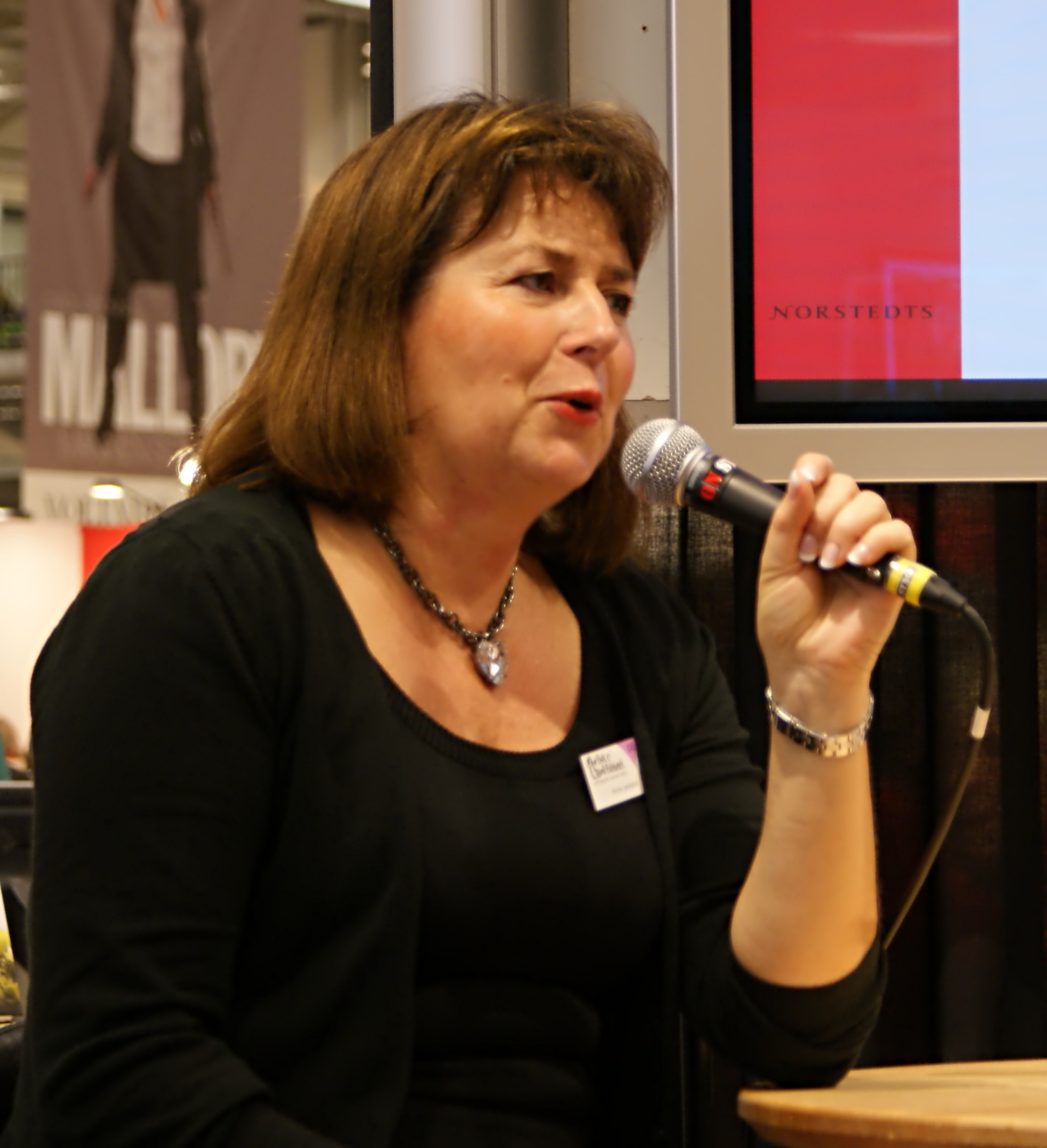
Anna Jansson 2008 auf der Göteborger Buchmesse

- Sammelband Die Toten von Schweden. Drei Krimis in einem E-Book: „Und die Götter schweigen“, „Totenwache“ und „Tod im Jungfernturm“. Dotbooks Verlag, München 2023, ISBN 978-3-98690-540-8.
- Sammelband Mord in Schweden. Drei Krimis in einem E-Book: „Die Toten im Wald“ von Thomas Kanger, „Und die Götter schweigen“ von Anna Jansson und „Mord in Östermalm“ von Lars Bill Lundholm. Dotbooks Verlag, München 2020, ISBN 978-3-96655-061-1.

## Kommissar-Bark-Reihe
- 2019: Dotter saknad
  - Leichenschilf. aus dem Schwedischen von Susanne Dahmann, Blanvalet, München 2022, ISBN 978-3-7341-1110-5.
- 2020: Skuggan bakom dig
  - Witwenwald. aus dem Schwedischen von Susanne Dahmann, Blanvalet, München 2022, ISBN 978-3-7341-1161-7.
- 2021: Dansa min docka
  - Puppenblut. aus dem Schwedischen von Susanne Dahmann, Blanvalet, München 2023, ISBN 978-3-7341-1266-9.
- 2022: Tala med de döda
  - Mädchenfeuer. aus dem Schwedischen von Susanne Dahmann, Blanvalet, München 2024, ISBN 978-3-7341-1267-6.
- 2023: Må evigheten förlåta
  - Giftgrab. aus dem Schwedischen von Susanne Dahmann, Blanvalet, München 2025, ISBN 978-3-7341-1401-4.

## Kinderbücher

### Kindersachbücher
- 2007: Ditt och mitt, bei Bonnier utbildning (Verlag)
- 2007: Ingen att vara med, bei Bonnier utbildning (Verlag)
- 2007: Modigt Mia, bei Bonnier utbildning (Verlag)
- 2007: Monster finns, bei Bonnier utbildning (Verlag)
- 2007: Kojan, bei Bonnier utbildning (Verlag)
- 2007: Mia frågar chans, bei Bonnier utbildning (Verlag)
- 2007: Det brinner, bei Bonnier utbildning (Verlag)
- 2007: En varulv, bei Bonnier utbildning (Verlag)

### Kinderbücher zur Unterhaltung
- 2010: Riddarnas kamp, bei Rabén & Sjögren
- 2010: Silverskatten, bei Rabén & Sjögren
- 2010: Klasskassan, bei Rabén & Sjögren
- 2010: Bankrånet, bei Rabén & Sjögren
- 2011: Förbjudna, bei Rabén & Sjögren
- 2011: Ficktjuven, bei Rabén & Sjögren

### Weitere Schriften und Literatur von Anna Jansson
- 2007: Etiska dilemman i vård och omvårdnad: hur skulle du ha gjort? (zusammen mit Agneta Blom; Illustrationen: Helena Lunding)
- 2005: Etiska dilemman i vården 2005 (mit Agneta Blom und Helena Lunding)
- 2009: Räddad av slumpen, Fantomen Nr. 14/2009 (Zeichnungen: Hans Lindahl)
- 2014: Ödesgudinnan på Salong d'Amour
  - Das Schicksal wartet beim Friseur: waschen, schneiden, lieben, Roman, aus dem Schwedischen von Gabriele Haefs, btb, München 2016, ISBN 978-3-442-71447-6.

## Auszeichnungen
- 2000: – Årets länsförfattare (schwedischer Literaturpreis) für den erfolgreichsten Schriftsteller im Jahr 2000, der alljährlich in Örebro län verliehen wird.
- 2005: – Guldpocket (schwedischer Literaturpreis) für das Buch Silverkronan (deutscher Titel: Maria Wern - Tod im Jungfernturm).